# UGG
UGG (yew-gee-gee)，美国鞋类公司，也是該公司的鞋类、靴子（Ugg靴）、箱包、服装、外套、家居用品和其他产品的注册商标，該公司隸屬於Deckers Brands。

## 簡介
Deckers总部位于美國加利福尼亚州戈莱塔 ，在亚利桑那州弗拉格斯塔夫设有电子商务部门。UGG在越南和中国設有生产鞋履的工厂。羊皮主要来自中国的两家制革厂，而制革厂又从澳大利亚和英国采购生皮。